# Vitória
Vitória è una città del Brasile, capitale dello stato di Espírito Santo, parte della mesoregione Central Espírito-Santense e della microregione di Vitória.
Affacciata sulla baia omonima, è una città-isola, in quanto circondata da un lembo di mare, bagnata dall'Oceano Atlantico.
Vitória è una delle tre isole-capitali di Stati brasiliani, dopo Florianópolis e São Luís, rispettivamente capitali degli Stati di Santa Catarina e Maranhão.
La sua posizione è strategica ed è situata a non eccessiva distanza da grandissimi centri come Rio de Janeiro e Belo Horizonte.
È sede episcopale dell'arcidiocesi di Vitória, con la sua Cattedrale metropolitana, sita nella parte alta della città in piazza Dom Luiz Scortegagna.

## Geografia fisica
Vitória è localizzata nella parte sudorientale del Brasile, la più sviluppata del Paese.
Si trova al centro di un'area a forte urbanizzazione denominata Regione Metropolitana di Vitória, che comprende i comuni di Vitória, Serra, Fundão, Vila Velha, Guarapari, Cariacica e Viana: regione che raccoglie circa un milione di abitanti.
La città si trova su un'isola, all'interno di una baia in cui sfociano diversi fiumi nell'oceano Atlantico.

## Storia
Vitória fu fondata nel 1551 e conobbe un maggior popolamento, in seguito all'arrivo di molti colonizzatori che la preferirono a Vila Velha, a causa della sua posizione insulare che consentiva un maggior riparo dai pericoli che si potevano incontrare sulla terraferma. 
La città conobbe, però, uno sviluppo consistente solo verso la fine del XIX secolo a seguito di uno sviluppo consolidato del porto e dell'aumento del prezzo del caffè, prodotto in grandi quantità nella regione.

## Monumenti e luoghi d'interesse

### Architetture religiose
- Cattedrale di Nostra Signora della Vittoria
- Chiesa di San Gonsalvo

### Architetture civili
- Edificio Flor de Maio
- Mercato della Capixaba
- Palazzo Anchieta
- Palazzo Domingo Martins
- Orologio della Praça Oito de Setembro

## Cultura

### Istruzione
Vitória ospita l'Università Federale dell'Espírito Santo, e ne ospita 2 dei 4 campus.

### Teatro
Nella città sono presenti il Teatro Carlos Gomes e il Teatro Glória.

## Economia
Molto importante è l'attività portuale e tale connotato è testimoniato dalla presenza di ben tre porti che fanno di Vitória un crocevia di rotte commerciali e di trasporto di prodotti industriali e agricoli. Il più importante è il Porto di Tubarão. 
Le altre voci nell'economia della città sono date da un'industria siderurgica piuttosto attiva; un fiorente turismo ed uno sviluppo notevole del settore dei servizi.
Vitória nel 1998 è stata qualificata a seguito di una ricerca della Fundação Getúlio Vargas come la seconda migliore capitale degli Stati brasiliani in termini di vivibilità e qualità della vita.

## Infrastrutture e trasporti
La città è servita dall'Aeroporto Internazionale di Vitória, situato a 12 km a nord-est del centro.

## Amministrazione

### Gemellaggi
- Ōita, Giappone
- L'Avana, Cuba
- Mantova, Italia
- Darmstadt, Germania
- Dunkerque, Francia
- Vila Velha, Brasile
- Cascais, Portogallo
- Beirut, Libano
- Vitoria